# Noi vivi
Noi vivi è un film del 1942 diretto da Goffredo Alessandrini, prima parte dell'adattamento dell'omonimo romanzo scritto da Ayn Rand.
Presentato come pellicola unitaria alla Mostra del cinema di Venezia del settembre 1942, successivamente, data la sua lunghezza (circa quattro ore), è stato commercializzato dalla Scalera in due film separati, dei quali il primo mantenne il titolo originario del romanzo, mentre la seconda parte venne denominata Addio Kira!.
I due film furono realizzati senza l'approvazione dell'autrice, ma sono stati in seguito oggetto di una revisione approvata da Rand nel 1980, pubblicata come unico lungometraggio con il titolo We the Living nel 1986.

## Trama
Unione Sovietica, 1922: la giovane Kira, figlia di commercianti impoveriti dalla rivoluzione, si trasferisce dal Caucaso a Pietrogrado per studiare ingegneria. Viene ospitata dalla famiglia Dunaiev, il cui figlio Victor è attratto da lei e la implora di attenuare le sue posizioni anti-bolsceviche. Kira, però, incontra Leo, un giovane misterioso e sconosciuto del quale la ragazza ben presto si innamora. Denunciati da Sjerov, giovane studente fanatico, Kira viene arrestata, mentre Leo, che è in realtà il figlio di un ammiraglio zarista fucilato dai rivoluzionari, riesce a fuggire.
Durante l'arresto Kira viene difesa da Andrej, commissario politico, che si innamora di lei e si adopera per ottenere la sua liberazione, nonostante l'opposizione di Sjerov e i sospetti che con tale comportamento attira su di sé. Kira, liberata, riallaccia i rapporti con Leo, e i due giovani decidono di fuggire via mare all'estero, ormai persuasi di non avere un futuro nel proprio Paese. Il tentativo però non riesce perché la loro imbarcazione viene intercettata e affondata. Loro riescono a salvarsi, ma nella disavventura Leo si ammala di tisi e ha necessità di essere inviato in un sanatorio in Crimea. Per ottenere queste cure Kira ricorre all'intervento di Andrej e si rassegna a diventarne l'amante.

## Realizzazione del film

### Soggetto e sceneggiatura
Noi vivi venne tratto, «abusivamente e senza autorizzazione» dal romanzo omonimo di Ayn Rand, su cui si appuntò l'attenzione di Alessandrini che, considerando la vicenda molto accattivante per un largo pubblico medio, ne propose al produttore Scalera il trasferimento sugli schermi. Alla sceneggiatura lavorarono in parecchi, dal futuro maestro dello sceneggiato televisivo italiano Anton Giulio Majano allo scrittore Corrado Alvaro, che poteva vantare una conoscenza diretta della situazione russo-sovietica, mentre i dialoghi furono curati da Oreste Biancoli, non accreditato.

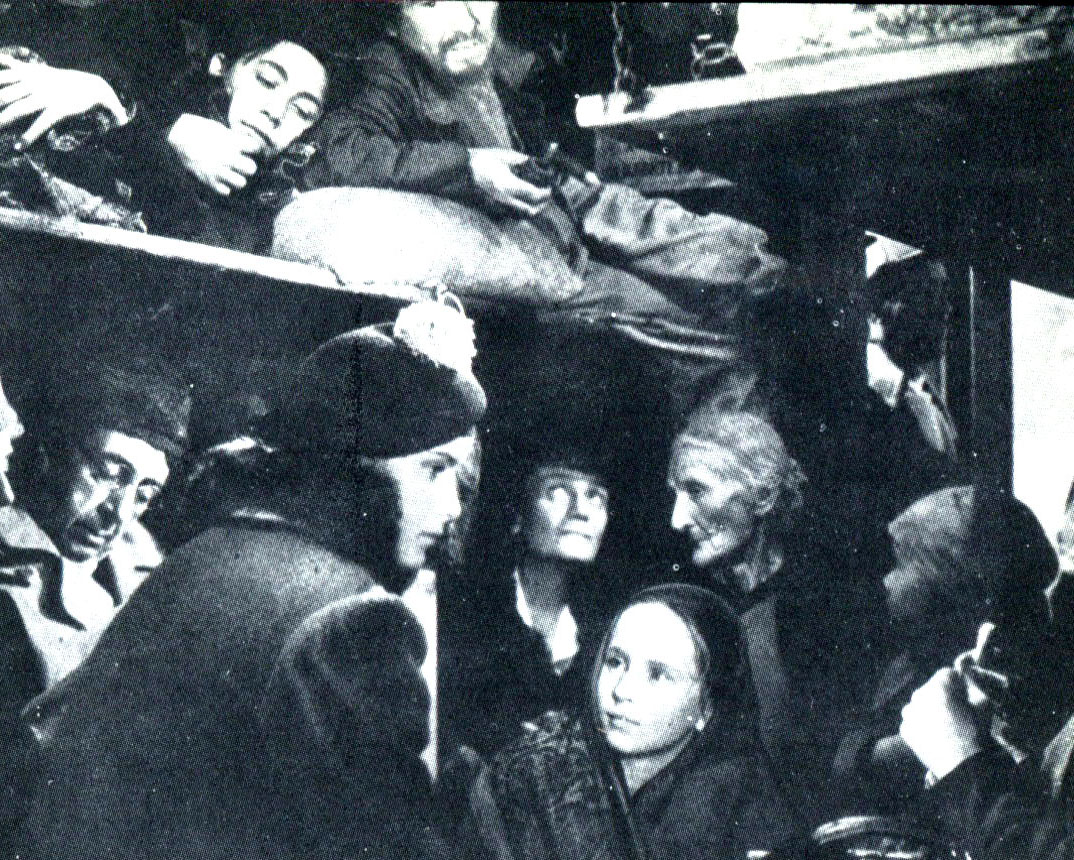
La difficoltà degli alloggi e la promiscuità abitativa fu uno dei temi propagandistici contenuti in Noi vivi. Foto di scena con Alida Valli

La trasposizione sullo schermo seguì quasi per intero e senza modifiche il romanzo, scelta non apprezzata da alcuni commentatori tra i quali il futuro regista Antonio Pietrangeli, secondo cui «il film poteva benissimo essere portato nei limiti dei 3.000 metri o poco più. Con qualche spirito di sacrificio qualche scena piuttosto secondaria o addirittura pleonastica non si poteva tagliare?».

### Produzione
Il film, prodotto dalla Scalera Film nei propri stabilimenti romani, non fu l'unico di impronta propagandistica realizzato nel 1942 da questa importante società dell'epoca, che nello stesso anno presentò anche gli analoghi Alfa Tau! di De Robertis e Giarabub, diretto anch'esso da Alessandrini, anche se alternati a pellicole di tutt'altra natura come il proto-neorealista I bambini ci guardano di De Sica, il calligrafico Tragica notte di Soldati o il comico-parodistico Il fanciullo del West di Ferroni. La lavorazione iniziò alla metà di giugno 1942 e andò avanti per tutta l'estate. Sorsero difficoltà quando ci si accorse che, arrivati alla metà del libro, il film era già lungo due ore: le riprese furono sospese per due settimane e fu a quel punto che si decise di risolvere il problema dividendolo in due pellicole da distribuire separatamente.

Tutti gli ambienti, comprese le scene in San Pietroburgo con la neve, furono ricostruiti negli interni dei teatri di posa ricorrendo ai due scenografi di origine russa Andrej Bessborodoff e Georg Abhkazy. La Scalera si proponeva l'obiettivo di presentare Noi vivi alla Mostra di Venezia, ma per diverse settimane si dubitò di riuscire a completarlo per tempo, tanto che, ancora alla fine di agosto si annunciava che il film era sempre in lavorazione e non sarebbe stato presente.

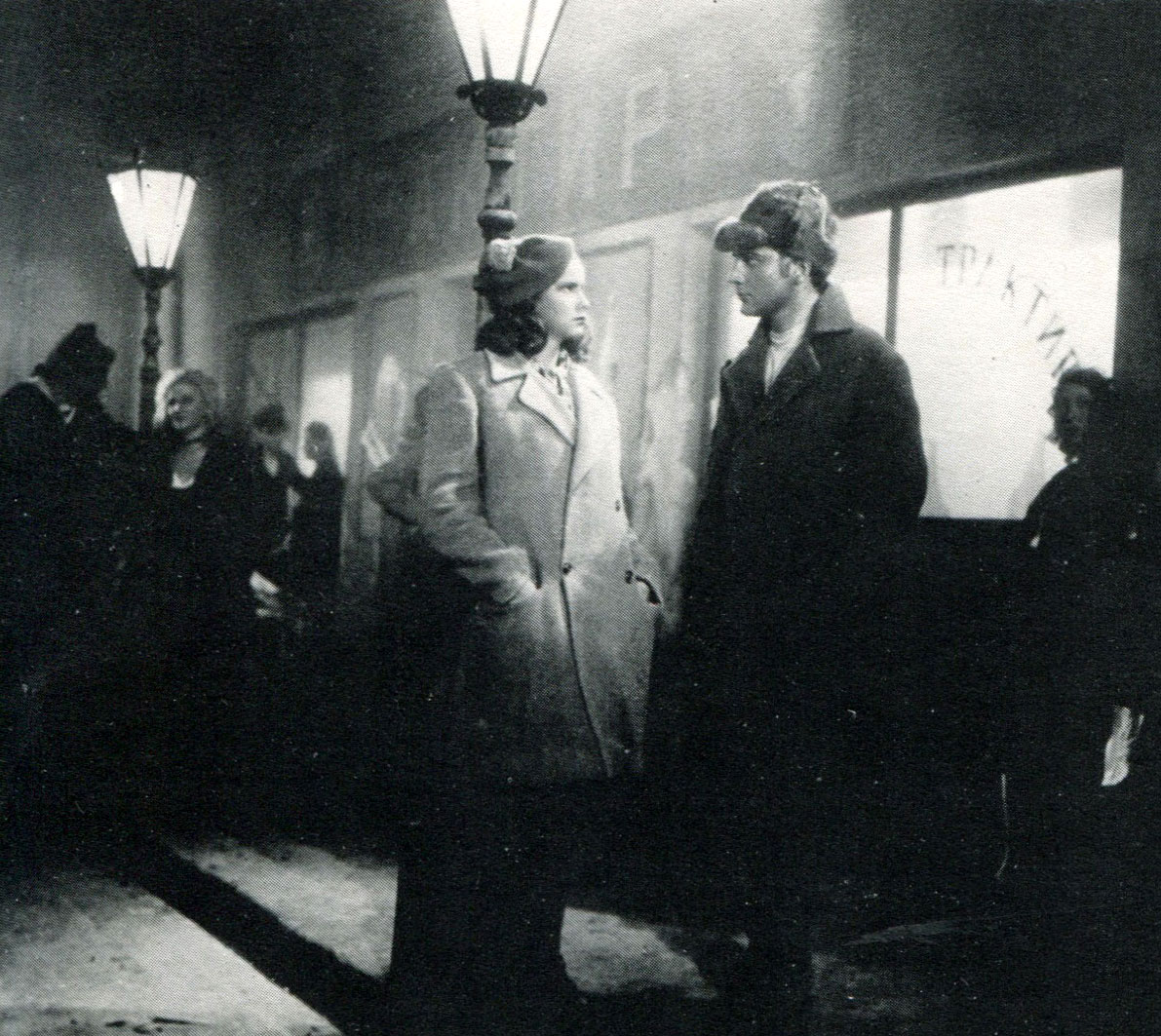
In tutto il film persiste un'atmosfera buia, cupa e greve, che venne giudicata in modo diverso dai commentatori. Foto di scena con Alida Valli e Rossano Brazzi

## Accoglienza
Contraddicendo le previsioni, Alessandrini riuscì a recuperare i ritardi e la pellicola, dell'inusitata lunghezza di ben 6.000 metri e per questo presentata come un "colosso" della cinematografia italiana, arrivò in extremis alla Mostra, dove venne presentata il 15 settembre, giornata conclusiva della manifestazione.
Il film di Alessandrini ebbe con la censura una vicenda paradossale. Generalmente considerato, nonostante il regista abbia poi negato questo assunto, come un'opera di propaganda anticomunista e quindi gradito al Regime in un momento in cui le truppe italiane combattevano in Russia, esso ne fu successivamente osteggiato e contrastato. Secondo lo storico Jean A. Gili si trattò di una «svista della censura. Non si era accorta che il film descriveva un'atmosfera dittatoriale più simile all'Italia fascista che alla Russia sovietica.»
La cosa fu aggravata dal fatto che il personaggio maschile che risultava più umano, onesto e generoso, era quello del commissario del popolo comunista interpretato da Giachetti, che si innamora di Kira e del suo messaggio libertario. A tale proposito l'attore ha raccontato delle pressioni da lui subite (e respinte) da parte di esponenti fascisti affinché con la sua interpretazione rendesse quella figura più odiosa.
Vi furono anche rapporti dell'OVRA che riferirono di commenti bisbigliati tra il pubblico di un cinema romano, tanto che Noi vivi diventò noto come "il film delle gomitate nel buio" e fu ribattezzato ironicamente "Noi poveri" o "Addio lira". Le preoccupazioni del Regime portarono quindi, nonostante il grande successo di pubblico, al blocco del film, che fu ritirato dalla circolazione con la distruzione di molte copie.
Anche Vittorio Mussolini, co-produttore del film, ammise molti anni dopo che «si trattò di un errore mio e di quelli che lavoravano con me: volevamo fare un film oggettivo sulla rivoluzione russa, più umano, e siamo caduti nell'eccesso opposto».

### Dubbi a Venezia
Alla Mostra del cinema, nonostante il contesto bellico e propagandistico, il film non riuscì a convincere tutti i commentatori. Tra i più critici vi fu Adolfo Franci che scrisse di una «pletorica storia che avrebbe guadagnato se narrata con speditezza. Noi vivi è un film un po' informe, un po' monotono, troppo cupo e verboso», mentre altri lo definirono «più spettacolare per la lunghezza che non per l'architettura, e coerente con il romanzo della Rand più di quanto fosse lecito attendersi; talvolta le sequenze dialogiche soverchiano quelle narrative e tal'altra la curiosità ristagna».
Anche osservatori meno critici appuntarono l'attenzione più sul contesto descritto da Noi vivi che sul suo intrinseco valore artistico. Guido Piovene descrisse il film come «il più serio tentativo fatto finora di mettere in un film la vita interna dell'Unione Sovietica. Il suo valore è specialmente nella greve, lugubre atmosfera che vi grava sin dall'inizio, atmosfera di una monotonia opaca dove nulla riesce a prendere rilievo, nemmeno i fatti di sangue». Altri esaltarono i meriti della produzione: «Anche qui la levatura tecnica e artistica della nostra (italiana - n.d.r.) cinematografia ha vinto una bella battaglia, proprio qui ha dimostrato l'alto livello della sua capacità realizzatrice».
Ad apprezzare completamente il film di Alessandrini non furono in molti. Tra questi Raffaele Calzini che lo giudicò «armoniosamente diretto, il regista non ha perso di vista la curva parabolica dell'azione che comincia con Noi vivi e termina con Addio Kira! in un lento fioccare di neve. Alida Valli tiene bene il centro del film complessa e triste, Giachetti fa del suo personaggio un'incarnazione superba, Brazzi ha dato consistenza e verosimiglianza al suo Leo». Anche Francesco Pasinetti giudicò che il film «quantunque prolisso, è mantenuto a un livello di tensione drammatica che suscita l'attenzione assidua dello spettatore».

### Critica contemporanea
Circa un mese dopo la presentazione veneziana la Scalera Film distribuì la prima parte del film, ma la sua minore lunghezza non mutò i giudizi dei commentatori. L'Illustrazione italiana confermò che «la lunghezza eccessiva dei dialoghi, la monotonia delle inquadrature, la lentezza dell'azione, l'uniforme grigiore degli ambienti aggiungono al film pesantezza e tediosità», mentre per Cinema si tratta di «episodi quasi tutti insistiti o stucchevoli che vanno semplicemente seguendo l'ordine del "ciak" senza un filo spirituale che li leghi tra di loro». Fu ancora Guido Piovene a esprimere invece un apprezzamento: «Il film è stato accusato di monotonia e cupezza, ma forse nel coraggio con cui lo si è tenuto su una nota monocorde consiste il meglio di esso».

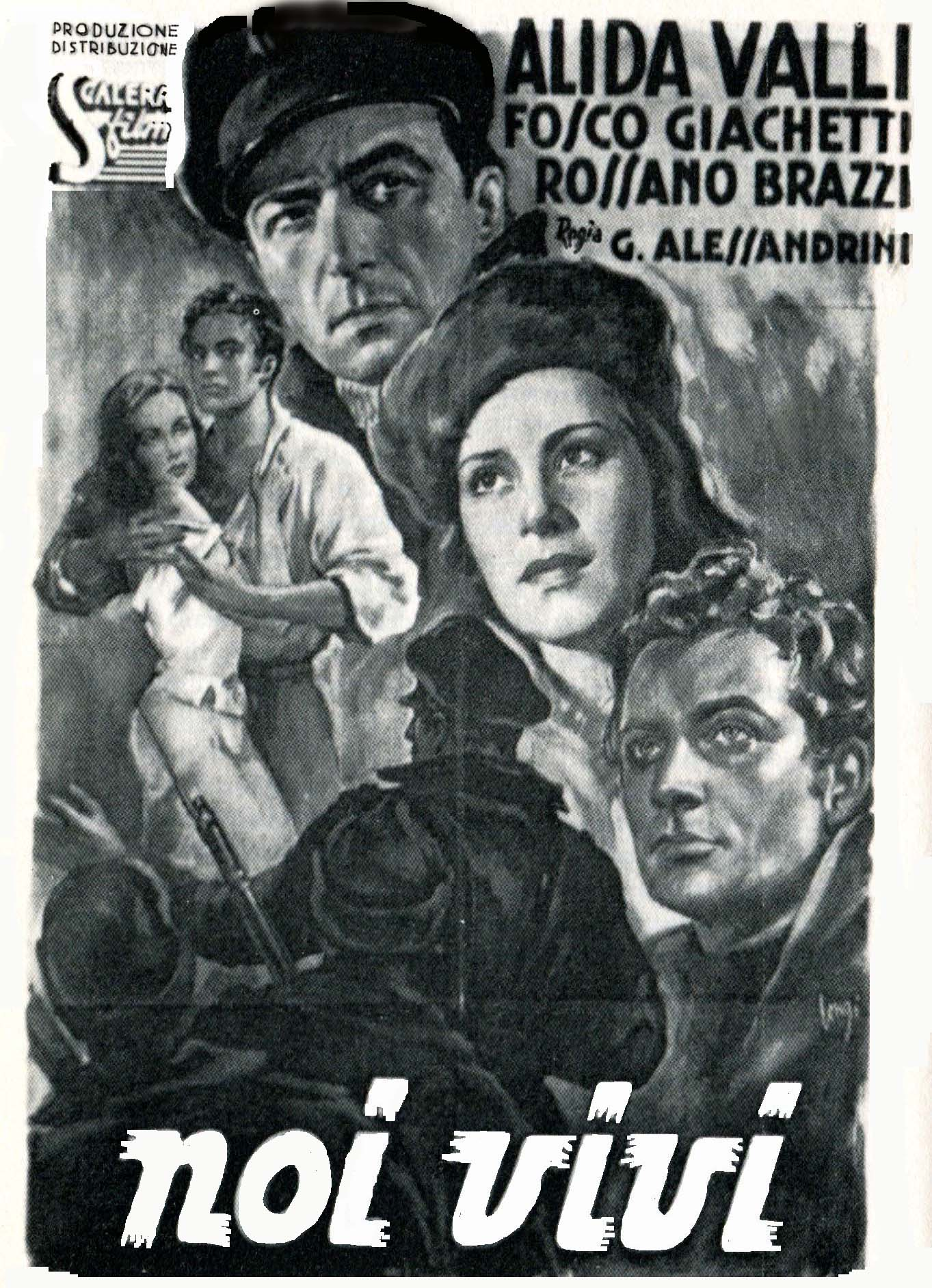
Immagine promozionale del film di Alessandrini apparsa su un periodico dell'epoca

### Risultato commerciale
Nonostante i rilievi della critica e i timori del regime, Noi vivi diventò un notevole successo di pubblico e commerciale. Infatti, sulla base dei dati disponibili risulta, con un introito di circa 11.600.000 lire dell'epoca, uno dei film più visti e più "ricchi" del 1942, anno in cui fu un altro film di propaganda, Bengasi di Augusto Genina, a raggiungere il massimo con circa 16 milioni. Se però si aggiunge anche la somma incassata dal successivo Addio Kira!, che fu distribuito circa un mese dopo Noi vivi, il dato economico complessivo del film di Alessandrini supera i 20 milioni di lire, un risultato che nessun'altra pellicola riuscì a eguagliare neppure prendendo in considerazione il triennio 1940-1943.

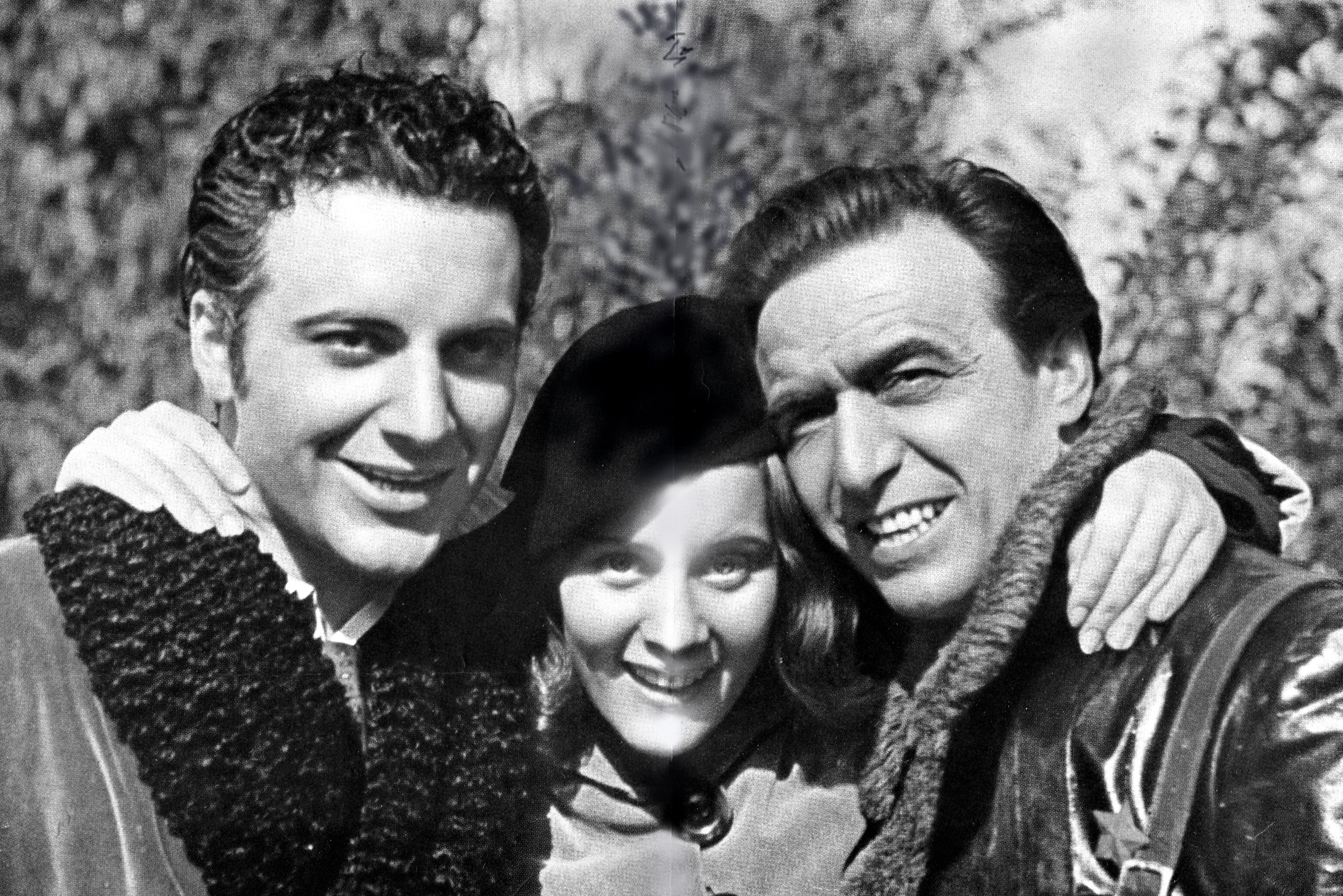
I tre protagonisti Rossano Brazzi, Alida Valli e Fosco Giachetti fotografati assieme sul set di Noi vivi in una pausa della lavorazione

### Commenti successivi
Con il passare del tempo Noi vivi, con il suo seguito Addio Kira!, restò nei commenti un'opera di propaganda. Alcuni, però, hanno aggiunto anche giudizi di natura artistica, quali «un melodrammone ambientato sullo sfondo della rivoluzione sovietica, in cui la logica del melodramma si afferma come un "fuori storia" dove l'amore, il privato, le scelte esistenziali prevalgono su ogni cosa», oppure «un moderno feuilleton di materia enfatica e debordante». Più recentemente Il Mereghetti ne dà invece una visione meno negativa: «Benché nel complesso monotono e prolisso, all'epoca ha goduto di cattiva fama, ma rivisto oggi non è privo di interesse. Potrebbe essere segnalato come il prototipo del teleromanzo italiano».

### Riconoscimenti
Benché arrivato alla Mostra di Venezia all'ultimo momento, il dittico di Alessandrini riuscì comunque a ottenervi un premio, anche se di secondo piano: l'ambita Coppa Mussolini fu infatti attribuita a Bengasi di Genina, mentre il film di Alessandrini ottenne invece, in compagnia di altre quattro opere, sia italiane che estere, il Premio della Biennale.